# سد فوكاهوري تاميكي
سد فوكاهوري تاميكي هو سد ترابي يقع في محافظة شيمانه باليابان. يُستخدم السد للري. يحجز السد عند امتلائه حوالي هكتارين من الأرض، ويمكنه تخزين 115 ألف متر مكعب من المياه. اكتمل بناء السد عام 1993.